# Leucatomis incondita
Leucatomis incondita är en fjärilsart som beskrevs av Paul Dognin 1914. Leucatomis incondita ingår i släktet Leucatomis och familjen nattflyn. Inga underarter finns listade i Catalogue of Life.